# Sometime somewhere
『sometime somewhere』（サムタイム・サムホエア）は、1992年1月25日にリリースされた、小田和正のソロとして4作目のオリジナルアルバム。発売元はファンハウス。

## 解説
小田和正監督による、同年製作の映画『いつか どこかで』のサウンド・トラックを兼ねたアルバム。ミキサーはビル・シュネー、シンセサイザーは望月英樹。ミュージシャンはネーザン・イースト、佐橋佳幸など多彩な顔ぶれである。佐藤竹善がコーラスで参加している。

## 収録曲
- 作詞・作曲・編曲：小田和正

1. あなたを見つめて (INST)  –  (2:37)[1]
5曲目のインストゥルメンタル・バージョン。
2. 恋する二人  –  (3:44)[1]
シングル「あなたを見つめて」のカップリング曲。
3. ふたつの奇跡  –  (5:57)[1]
4. 思い出に変わるまで  –  (4:03)[1]
5. あなたを見つめて / 冬子のテーマ  –  (4:12)[1]
6. 君に届くまで  –  (5:51)[1]
7. 二人の夏  –  (3:05)[1]
8. 風と君を待つだけ  –  (5:01)[1]
三菱・ミラージュCMソング。シングル「いつか どこかで」のカップリング曲。
9. いつか どこかで  –  (4:56)[1]
10. 時に抱かれて / 正木のテーマ  –  (3:25)[1]